# Бюллетень Великой армии

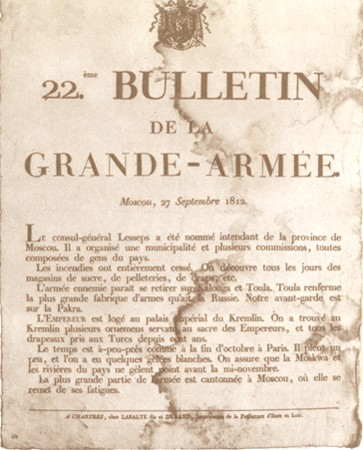
22-й бюллетень Великой армии (Москва, 27 сентября 1812 года)

Бюллетень Великой армии (фр. Bulletin de la Grande Armée) — периодическое издание, выходившее в годы Первой империи. Бюллетени выпускались официальным правительственным органом, «Le Moniteur universel», называвшимся также просто «Le Moniteur». Копии бюллетеней рассылались местным органам власти и расклеивались на стенах общественных зданий. Жюльен Сорель, герой «Красного и чёрного» Стендаля, зачитывался бюллетенями так же, как и «Мемориалом Святой Елены».
Всего свет увидели четыре серии публикаций, каждая из них имела собственную нумерацию и была посвящена одной из кампаний Наполеона I:
- 38 бюллетеней вышли в 1805—1806 годах,
- 87 в 1806—1807 годах,
- 30 в 1809 году
- 29 в 1812 году.

К этому можно добавить официальные сообщения, которые формально заменили бюллетени в 1813—1814 годах.
Бюллетени описывали почти исключительно военные действия и планы Великой армии и её противников, текущих и потенциальных. Также здесь можно было найти хвалебные отзывы о солдатах, офицерах и подразделениях за те или иные их действия.
Бюллетень был адресован не только солдатам Великой армии (которым он давал возможность лучше понять размах событий, в которых они участвовали), но и общественности, а также иностранным дворам. Будучи адресован столь широкой аудитории, бюллетень использовался Наполеоном как эффективный инструмент пропаганды; из-за этого «ворчуны», лучше осведомлённые о действительном положении дел, родили поговорку «врёт как бюллетень» («фр. ment comme un Bulletin»), вошедшую не только во французский, но и другие языки.